# Гоптон

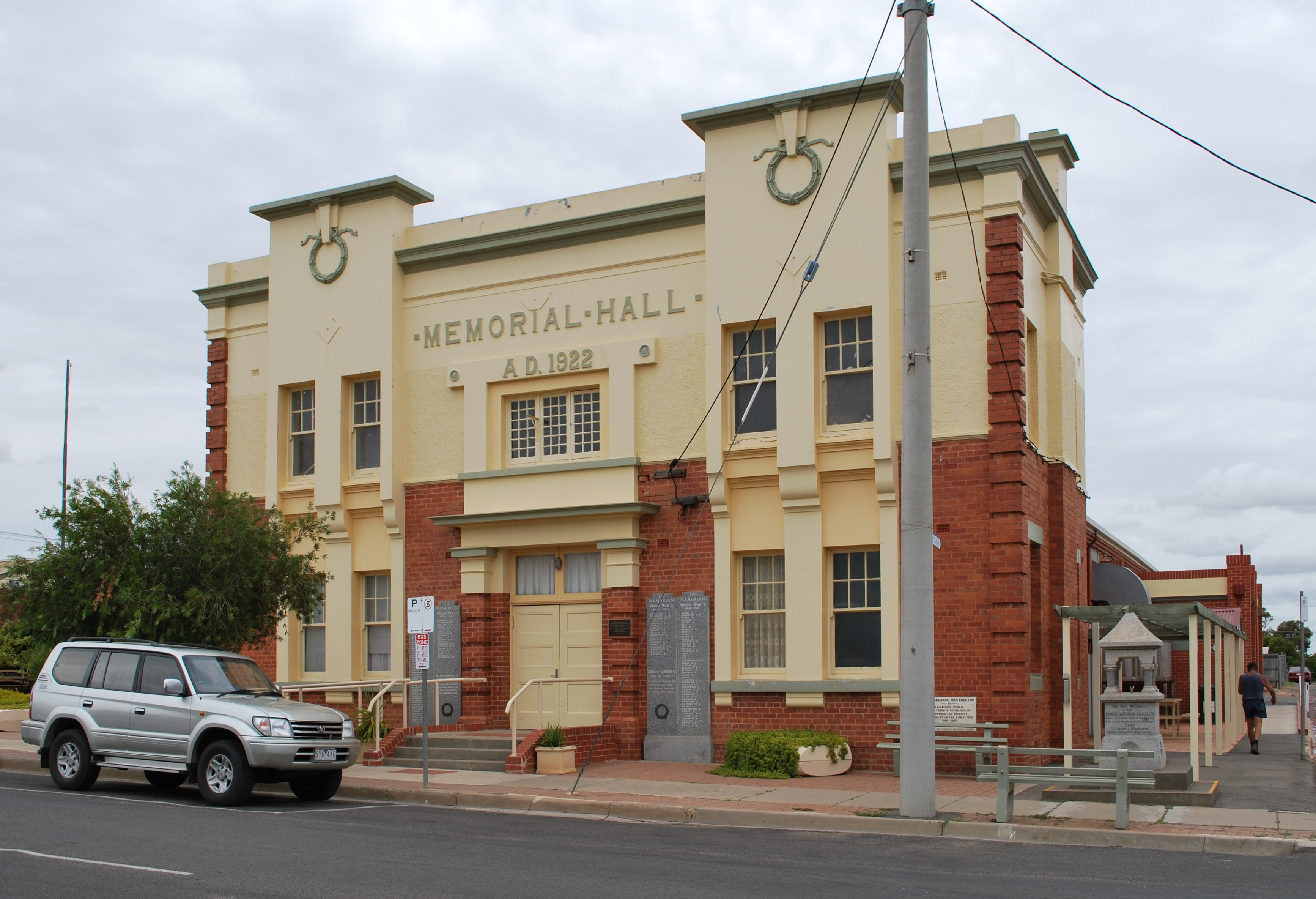
Меморіальна зала в Гоптоні

Гоптон (англ. Hopetoun) — місто, яке є головним сервісним осередком для району Південний Маллі у штаті Вікторія, що в Австралії. Гоптон розташований за 400 км від північного заходу до Мельбурна на шосе Генті у Шире Ярріамбака. Згідно з переписом населення 2011 року в Гоптоні проживало 555 людей, у 2016 — 739.

## Історія
Місто назвали на честь губернатора Вікторії з 1889 до 1895 року, а відтак і першого генерал-губернатора Австралії. Перший поштовий відділок Гоптона відкрили 12 вересня 1891 року, коли було започатковане, власне, город.
Як наслідок австралійської теплової хвилі 2009-го року, город зазнав кілька днів посиленої спеки, що досягала 48,8 ° C. Така температура була найвищою у всій країні тієї пори, а також побила рекорд щонайвищої температури у Вікторії.

## Інфраструктура
Місто має один готель, газетний кіоск, поштовий відділок, аптеку, перукарню, станцію технічного обслуговування, лікарню, одну католицьку початкову школу, поєднана початкова і середня школа, коледж Хоуптаун П-12, котрий обслуговує найближчі населені пункти. Гоптон також має кафе швидкого харчування та гуртову крамницю. У місті розташований аеропорт.
Примітними місцями міста є Вайперфілдський національний парк, бухта Яріамбіак та озеро Куронґ.
Гоптон має футбольні та нетбольні команди, які беруть участь у футбольній лізі Мальли. Місто має поле для гольфу, галявини для змагань з крикету і тенісу, баскетбольний майданчик, а також гольф-клуб, розташований на Рейнбов Род.